# Четвертакова Лідія Антонівна
Лідія Антонівна Четвертакова (14 серпня 1930 — ?) — українська радянська діячка, новатор виробництва, майстер термічного цеху Мелітопольського агрегатного заводу Запорізької області. Депутат Верховної Ради УРСР 6-го скликання.

## Біографія
Закінчила культосвітній технікум, здобула спеціальність бібліотекаря.
З кінця 1950-х років — гальванік, бригадир гальваніків, майстер гальванічної дільниці термічного цеху Мелітопольського агрегатного заводу Запорізької області.
Потім — на пенсії у місті Мелітополі Запорізької області.

## Нагороди
- ордени
- медалі